# Chlorita dumosa
Chlorita dumosa är en insektsart som först beskrevs av Ribaut 1933.  Chlorita dumosa ingår i släktet Chlorita och familjen dvärgstritar. Enligt den finländska rödlistan är arten nära hotad i Finland. Enligt den svenska rödlistan är arten starkt hotad i Sverige. Arten förekommer i Götaland och Öland. Artens livsmiljö är åsmoskogar. Inga underarter finns listade i Catalogue of Life.